# La Lueur dans les ténèbres
La Lueur dans les ténèbres est un film muet français réalisé par Maurice Charmeroy, sorti en 1928.

## Synopsis
À la suite de l'incendie de son château où toute sa famille a péri, Robert de Maupuis perd la raison et doit être interné dans une maison de santé. Il s'éprend de Suzanne la fille du directeur de l'établissement. Mais Farge, l'assistant de son médecin traitant, jaloux de cette idylle naissante, entend y mettre un terme par tous les moyens. Une rivalité croissante va bientôt s'engager entre les deux hommes...

## Fiche technique
- Titre : La Lueur dans les ténèbres
- Réalisateur : Maurice Charmeroy
- Photographie : Willy Faktorovitch et Amédée Morrin
- Directeur artistique : Édouard Chimot
- Société de production :  Les Films Cosmograph
- Pays de production :  France
- Langue : film muet avec les intertitres  en français
- Format : Noir et blanc — 35 mm — 1,33:1 — Muet
- Métrage :
- Genre :
- Durée :
- Dates de sortie :
  - France : 27 janvier 1928

## Distribution
- Maurice Charmeroy : Robert de Maupuis
- Christiane Rhodes : Suzanne
- Edmond Van Daële : Farge
- Ginette Maddie : Fernande, l'infirmière
- Camille Bardou : le docteur Devillers
- André Volbert : le docteur Rouvières
- Jean Jacquinet : le père de Robert
- Mme Prévost : la mère de Robert
- Mario Cazes :